# Raid sur Ceylan
Théâtre d'Asie du Sud-Est de la Guerre du Pacifique
Batailles
- Action du 27 février 1941
- Action du 8 mai 1941
- Bataille entre le Sydney et le Kormoran
- Raids japonais de 1942
- Occupation japonaise des îles Andaman
- (Massacre de Homfreyganj)
- Bataille de l'île Christmas
- Raid sur Ceylan (Raid du dimanche de Pâques)
- Mutinerie des îles Cocos
- Bataille de Madagascar
- Ralliement de La Réunion
- Opération Creek
- Groupe Monsun
- Action du 13 novembre 1943
- Action du 11 janvier 1944
- Action du 14 février 1944
- Raid japonais de 1944
- Action du 17 juillet 1944

- 1940
- 1941
- 1942
- 1943
- 1944
- 1945

Japon :
- Raid de Doolittle
- Bombardements stratégiques sur le Japon (Tokyo
- Yokosuka
- Kure
- Hiroshima et Nagasaki)
- Raids aériens japonais des îles Mariannes
- Campagne des archipels Ogasawara et Ryūkyū
- Opération Famine
- Bombardements navals alliés sur le Japon
- Baie de Sagami
- Invasion de Sakhaline
- Invasion des îles Kouriles
- Opération Downfall
- Reddition du Japon

Pacifique central :
- Pearl Harbor
- Guam (1941)
- Wake
- Raid sur les îles Gilbert et Marshall
- Opération K
- Midway
- Opération RY
- Campagne des îles Gilbert et Marshall
- Campagne des îles Mariannes et Palaos
- Campagne des archipels Ogasawara et Ryūkyū
- Opération Inmate

Pacifique du sud-ouest :
- Nauru
- Invasion des Philippines (1941-42)
- Invasion des Indes orientales néerlandaises
- Opérations de l'Axe dans les eaux australiennes
- Raids aériens japonais sur l'Australie (1942-43)
- Opération Ke
- Campagne des îles Salomon
- Campagne de Nouvelle-Guinée
- Campagne des Philippines
- Campagne de Bornéo (1945)

Asie du sud-est :
- Invasion de l'Indochine (1940)
- Océan Indien (1940-45)
- Guerre franco-thaïlandaise
- Invasion de la Thaïlande
- Campagne de Malaisie
- Hong Kong
- Singapour
- Campagne de Birmanie
- Opération Kita
- Indochine (1945)
- Détroit de Malacca
- Opération Jurist
- Opération Tiderace
- Opération Zipper
- Bombardements stratégiques (1944-45)

Guerre sino-japonaise
Front d'Europe de l’Ouest
Front d'Europe de l’Est
Bataille de l'Atlantique
Campagnes d'Afrique, du Moyen-Orient et de Méditerranée
Théâtre américain
Le raid sur Ceylan (connu sous le nom d’Opération C au Japon) est une opération aéronavale japonaise du théâtre asiatique s'étant déroulé du 5 au 9 avril 1942 sur les bases britanniques de Colombo et de Trinquemalay. La victoire japonaise est totale et contraint les forces alliées à se retirer de l'océan Indien.

## Contexte et forces en présence

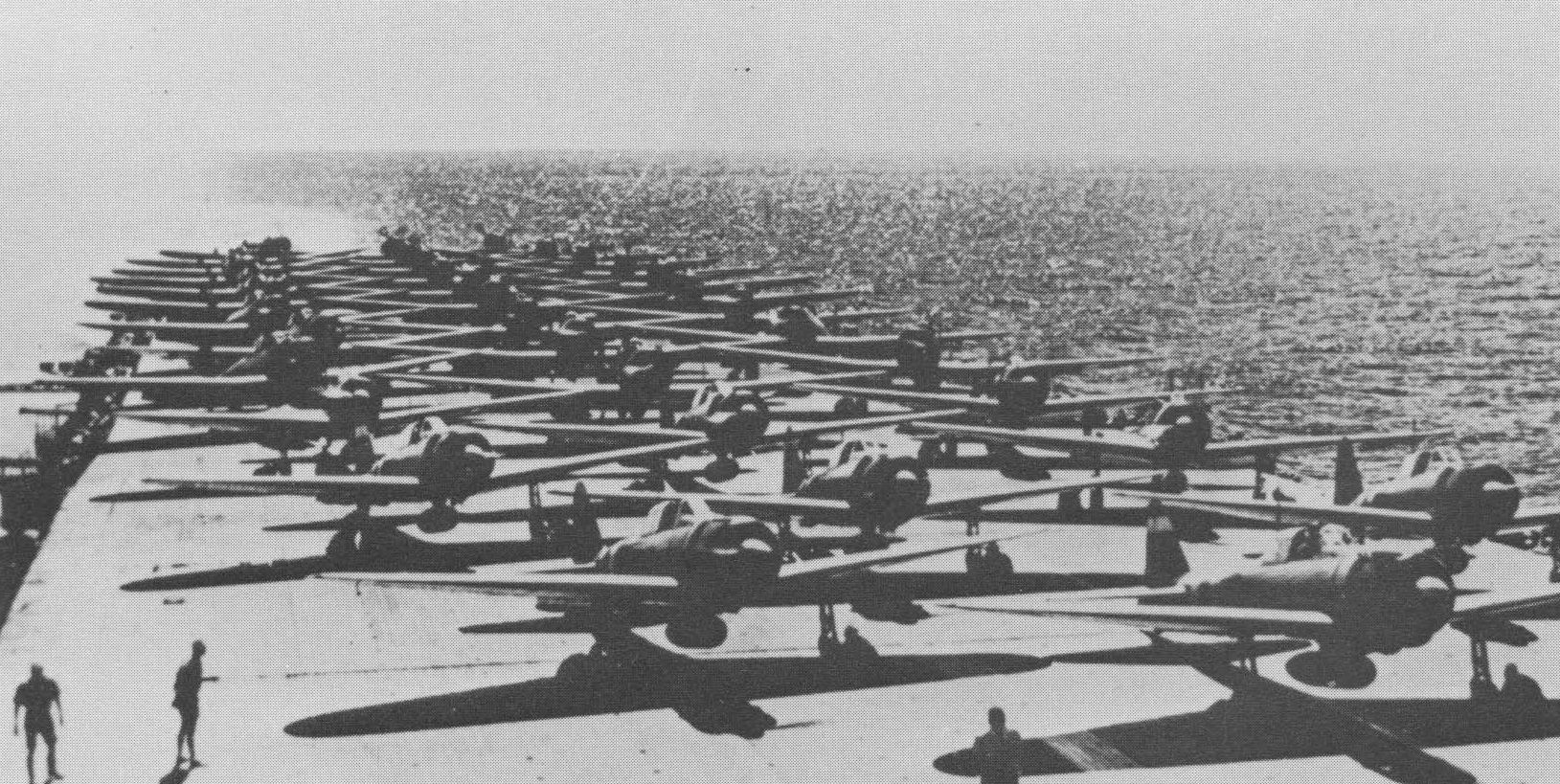
Avions japonais sur le pont du Zuikaku.

La victoire nippone lors de la bataille de Malaisie en décembre 1941 a ouvert la voie de l'océan Indien. Les Japonais décident donc de s'attaquer à la principale base britannique et alliée dans la région. Le but est de sécuriser leurs récentes conquêtes, préparer de futures invasions mais aussi couler un maximum de navires marchands alliés. Ils disposent alors d'une flotte efficace et expérimentée commandée par l'amiral Nagumo et articulée autour de 5 porte-avions :  Akagi, Hiryū, Sōryū, Shōkaku et Zuikaku. Les Britanniques comptent sur une flotte nombreuse dont deux porte-avions très modernes : le Formidable et le Indomitable, et un plus ancien, le Hermes.

## Déroulement

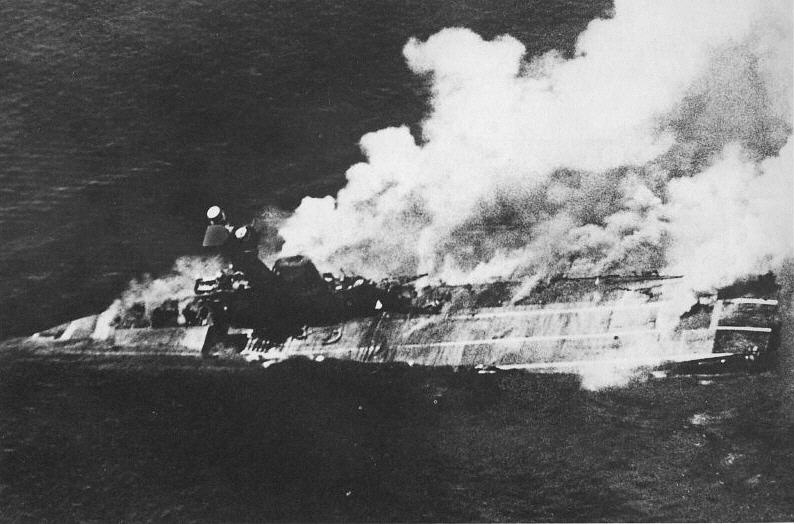
Le porte-avions en flammes et sombrant lors de l'attaque du 9 avril.

Le 5 avril, l'aviation japonaise bombarde Colombo, détruit ses infrastructures portuaires et coule trois croiseurs et un destroyer. La tentative d'interception britannique se solde par la perte d'une vingtaine d'avions dans chacun des deux camps.
Le gros de la flotte britannique se trouve alors au large et l'amiral Somerville préfère se replier sur Bombay.
Le 9 avril, l'aviation japonaise s'en prend à Trinquemalay, l'aérodrome est endommagé au prix de la perte de 15 appareils contre 11 pour les Britanniques. Plus grave pour ces derniers, les Japonais coulent un porte-avion, un destroyer et deux pétroliers. Les Britanniques tentent une contre-attaque aérienne directe contre les porte-avions ennemis mais ils y perdent 6 bombardiers sans aucun succès.

## Conséquences
Les Japonais ont coulé une partie de la flotte britannique même si ses meilleurs éléments ont réussi à fuir. Les bases de Colombo sont endommagées et une vingtaine de navires marchands alliés ont été coulés.